# La Asunción
La Asuncion este capitala statului Nueva Esparta din Venezuela, a nu se confunda cu Asuncion capitala Paraguayului. Orașul a fost întemeiat în anul 1562 de către Pedro González. În decursul istoriei numele localității a fost de mai multe ori schimbată în  Villa del Espíritu Santo, Valle de Santa Lucía și La Margarita. La Asuncion are un număr de  23.097 (2001) locuitori și se află la altitudinea de 67 m deasupra n.m. în partea de est pe Insula Margarita.

## Personalități care provin din oraș
- Luisa Cáceres de Arismendi
- Santiago Mariño
- Luis Beltrán Pietro Figueroa

Coordonate: 11° 2′ N, 63° 52′ W